# ۱۹۹۷

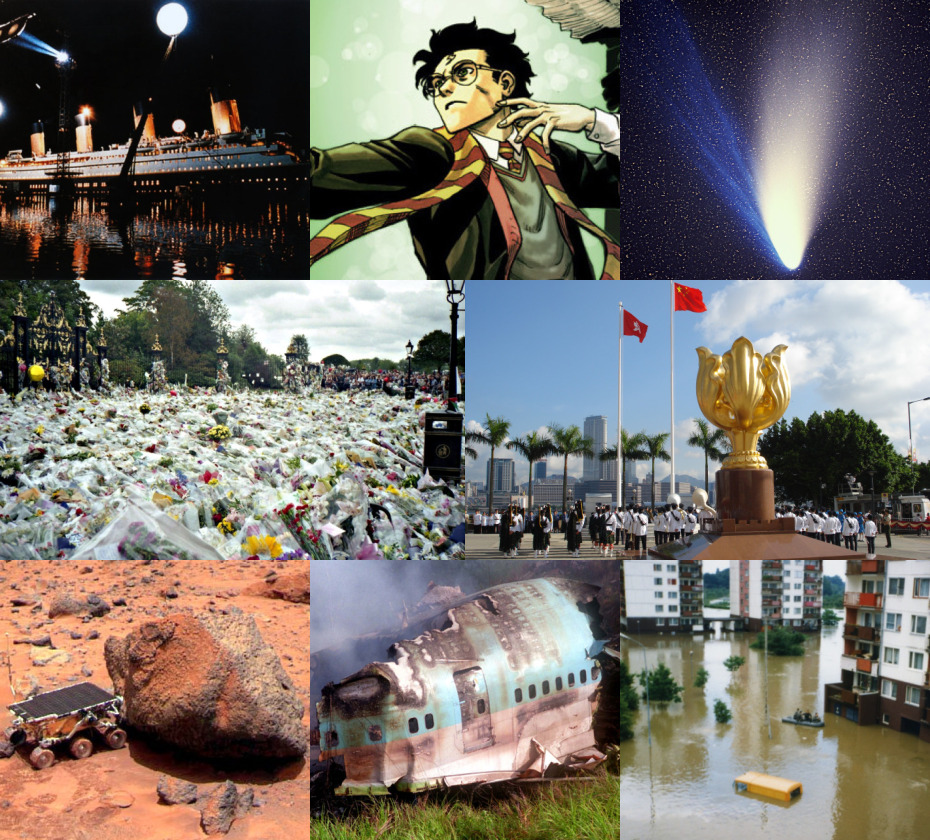

سال ۱۹۹۷ (هزار و نهصد و نود و هفت) میلادی، هفتمین سال از دهه ۱۹۹۰ در سده ۲۰ میلادی بود. بر اساس تقویم گریگوری سال مذکور یک سال عادی با ۳۶۵ روز بود.

## رویداد های مهم
- تأسیس اتحاد شرکت‌های هوایی استار الاینس
- زمین‌لرزه ۱۹۹۷ اومبریا و مارکه
- ساخت فیلم تایتانیک
- زمین‌لرزه ۱۳۷۶ قائن
- انتخاب سید محمد خاتمی به عنوان رئیس‌جمهور ایران در انتخابات ریاست‌جمهوری ایران (۱۳۷۶)

## زادروزها
- ۲۹ مارس – برام ولتن، دوچرخه‌سوار اهل هلند
- ۳۰ اوت – آدرین کوستا، دوچرخه‌سوار اهل ایالات متحده آمریکا

## درگذشت‌ها
- ۱ ژانویه – آسنولدو دیونیش، ورزشکار دو و میدانی اهل ونزوئلا (ز. ۱۹۳۲)
- ۶ ژانویه – کاترین اسکورسیزی، بازیگر آمریکایی (ز. ۱۹۱۲)
- ۸ ژانویه – ملوین کالوین، شیمی‌دان آمریکایی (ز. ۱۹۱۱)
- ۹ ژانویه – جسی وایت (هنرپیشه)، بازیگر آمریکایی (ز. ۱۹۱۷)
- ۱۷ ژانویه – کلاید تامبا، ستاره‌شناس آمریکایی (ز. ۱۹۰۶)
- ۱۸ ژانویه – پل سونگاس، سیاست‌مدار آمریکایی (ز. ۱۹۴۱)
- ۲۳ ژانویه – ریچارد بری (نوازنده)، خواننده-ترانه‌سرا و خواننده آمریکایی (ز. ۱۹۳۵)
- ۲۷ ژانویه – سیسیل آرتور لوئیس، فیلمنامه‌نویس بریتانیایی (ز. ۱۸۹۸)
- ۵ فوریه – پاملا هریمن، دیپلمات بریتانیایی (ز. ۱۹۲۰)
- ۱۹ فوریه – دنگ ژیائوپینگ، ژورنالیست، دیپلمات، و سیاست‌مدار چینی (ز. ۱۹۰۴)
- ۲۶ فوریه – دیوید دویل (هنرپیشه)، بازیگر آمریکایی (ز. ۱۹۲۹)
- ۹ مارس – نوتوریوس بی. آی. جی، رپر آمریکایی (ز. ۱۹۷۲)
- ۱۵ مارس – گیل دیویس، بازیگر آمریکایی (ز. ۱۹۲۵)
- ۱۷ مارس – جرمین استوارت، خواننده آمریکایی (ز. ۱۹۵۷)
- ۳۱ مارس – فریدریش هوند، فیزیک‌دان آلمانی (ز. ۱۸۹۶)
- ۸ آوریل – لورا نایرو، خواننده-ترانه‌سرا، ترانه‌سرا، آهنگساز، موسیقی‌دان، پیانیست، و خواننده آمریکایی (ز. ۱۹۴۷)
- ۱۲ آوریل – جرج والد، دانشمند آمریکایی (ز. ۱۹۰۶)
- ۱ مه – بو ویدربرگ، فیلمنامه‌نویس، تدوینگر، بازیگر، نویسنده، و کارگردان سوئدی (ز. ۱۹۳۰)
- ۱۶ مه – جوزپه دسانتیس، فیلمنامه‌نویس و کارگردان ایتالیایی (ز. ۱۹۱۷)
- ۲ ژوئن – هلن جاکوبز، بازیکن تنیس آمریکایی (ز. ۱۹۰۸)
- ۱۴ ژوئن – ریچارد جاکل، بازیگر آمریکایی (ز. ۱۹۲۶)
- ۲۵ ژوئن – ژاک-ایو کوستو، افسر نیروی دریایی، کاشف، بوم شناس، مستندساز، عکاس، نویسنده، محقق فرانسوی و خالق آکوالانگ-آبشش مصنوعی (ز. ۱۹۱۰)
- ۲۶ ژوئن – اسرائیل کاماکاویوواولی، خواننده آمریکایی (ز. ۱۹۵۹)
- ۲۸ ژوئن – رولان سوروگ، دوچرخه‌سوار اهل فرانسه (ز. ۱۹۳۸)
- ۲۹ ژوئن – ویلیام هیکی (بازیگر)، بازیگر آمریکایی (ز. ۱۹۲۷)
- ۲ ژوئیه– جیمز استوارت، بازیگر آمریکایی (ز. ۱۹۰۸)
- ۱۸ ژوئیه – یوجین مرل شومیکر، ستاره‌شناس، زمین‌شناس، و فیزیک‌دان آمریکایی (ز. ۱۹۲۸)
- ۲۵ ژوئیه – بن هوگن، بازیکن گلف آمریکایی (ز. ۱۹۱۲)
- ۳۰ ژوئیه – بائو دای، سیاست‌مدار ویتنامی (ز. ۱۹۱۳)
- ۱۶ اوت – نصرت فاتح علی خان، خواننده و موسیقی‌دان پاکستانی (ز. ۱۹۴۸)
- ۱۷ اوت – سکوندو مانی، دوچرخه‌سوار اهل ایتالیا (ز. ۱۹۱۲)
- ۲۴ اوت – لوئیس اسان، فیزیک‌دان بریتانیایی (ز. ۱۹۰۸)
- ۳۱ اوت – دایانا، شاهدخت ولز، شاهدخت بریتانیایی و عضو خانواده سلطنتی (ز. ۱۹۶۱)
- ۹ سپتامبر – بورگس مریدیت، بازیگر آمریکایی (ز. ۱۹۰۷)
- ۱۷ سپتامبر – رد اسکلتون، بازیگر و آهنگساز آمریکایی (ز. ۱۹۱۳)
- ۱۸ سپتامبر – جیمی ویترسپون، موسیقی‌دان و خواننده آمریکایی (ز. ۱۹۲۰)
- ۲۵ سپتامبر – ژان فرانسه، طراح رقص، پیانیست، و آهنگساز فرانسوی (ز. ۱۹۱۲)
- ۲۹ سپتامبر – روی لیختنشتاین، هنرمند، نقاش، و مجسمه‌ساز آمریکایی (ز. ۱۹۲۳)
- ۱۲ اکتبر – جان دنور، خواننده-ترانه‌سرا، ترانه‌سرا، شاعر، آهنگساز، موسیقی‌دان، بازیگر، و خواننده آمریکایی (ز. ۱۹۴۳)
- ۱۴ اکتبر – هارولد رابینز، نویسنده آمریکایی (ز. ۱۹۱۶)
- ۲۸ اکتبر – پل جریکو، فیلمنامه‌نویس و تهیه‌کننده آمریکایی (ز. ۱۹۱۵)
- ۳۰ اکتبر – ساموئل فولر، تهیه‌کننده، فیلمنامه‌نویس، بازیگر، نویسنده، و کارگردان آمریکایی (ز. ۱۹۱۲)
- ۲۹ اکتبر –انتان لاوی، موسیقی دان، نویسنده و محقق آمریکایی (ز. ۱۹۳۰)
- ۱ نوامبر – ویکتور میلز، شیمی‌دان، مخترع، و مهندس آمریکایی (ز. ۱۸۹۷)
- ۸ نوامبر – محمدعلی جمال‌زاده، زبان‌شناس، نویسنده، مترجم، و تاریخ‌نگار ایرانی (ز. ۱۸۹۲)
- ۱۸ دسامبر – کریس فارلی، بازیگر آمریکایی (ز. ۱۹۶۴)
- ۲۴ دسامبر – توشیرو میفونه، تهیه‌کننده و بازیگر ژاپنی (ز. ۱۹۲۰)